# Северо-Анатолийский разлом
Главный Анатолийский (Северо-Анатолийский) разлом — активный глубинный правосторонний сдвиговый разлом на севере Турции, контролирующий зону офиолитовой формации и обеспечивающий большую часть поступательного движения Анатолийской плиты в западном направлении относительно Евразийской и Африканской плит. Протягивается в северной части Малой Азии от Мраморного моря на восток и затем юго-восток до озера Ван. На продолжении разлома расположен Главный современный разлом Загроса. Имеет три почти параллельных ответвления на крайнем западе, начинающихся в районе города Эрзинджана. Вблизи города Эрзинджана почти под прямым углом пересекается с Восточно-Анатолийским разломом. Близ места пересечения оба разлома искривляются в направлении сдвиговых смещений по другому разлому. Область пересечения этих двух разломов является наиболее опасной в сейсмическом отношении. В этой области неоднократно отмечены землетрясения с магнитудой не менее 7 Mw. В 1912 году произошло землетрясение в районе Дарданелл. В районе города Эрзинджана 26 декабря 1939 года произошло самое крупное в регионе за всё историческое время землетрясение с магнитудой до 8 Mw. Серия катастрофических землетрясений в 1939—1944 годах вызвала в сумме правый сдвиг на 3—4,4 м и подъём южного крыла до 1 м. В 1966 году сильное землетрясение близ села Варто вызвало правый сдвиг. Измитское землетрясение магнитудой 7,6 в 1999 году, произошедшее в западной оконечности разлома, обрушилось на одну из самых густонаселенных и промышленно развитых городских территорий Турции, убив более 17 000 человек.